# Ahmet Cem Ersever
Ahmet Cem Ersever (Erzurum, 1950 - Ankara, 4 november 1993) was een gepensioneerde Turkse majoor, die later de JİTEM heeft opgericht, waarvan het bestaan jarenlang door de Turkse staat werd ontkend.
Ersever, die zijn militaire loopbaan had afgerond, probeerde zo veel mogelijk informatie te krijgen over hoe de Koerdische Arbeiderspartij (PKK) te werk ging door te infiltreren. Hij was zelf betrokken bij vuurgevechten tegen de PKK. Ersever kreeg in die tijd ook veel inlichtingen van de Hizbullahî Kurdî (niet te verwarren met de Hezbollah uit Libanon), die door de staat indirect werd opgericht als tegenhanger van de PKK. 
Nadat de Turkse Generaal Eşref Bitlis in maart 1993 om het leven kwam door een vliegtuigongeluk, heeft Ersever opmerkelijke uitspraken gedaan over de toestand in het oosten van Turkije. Een paar maanden daarna werd zijn levenloze lichaam teruggevonden rond een depot in Elmadağ.